# Trichostomum contractum
Trichostomum contractum är en bladmossart som beskrevs av Richard Henry Zander 1993. Trichostomum contractum ingår i släktet lansettmossor, och familjen Pottiaceae. Inga underarter finns listade i Catalogue of Life.